# Søften Kirke
Søften Kirke ligger i Søften ca. 11 kilometer NV for Aarhus C, beliggende i Region Midtjylland.

## Eksterne kilder og henvisninger
- Søften Kirke på KortTilKirken.dk
- Søften Kirke på danmarkskirker.natmus.dk (Danmarks Kirker, Nationalmuseet)

- Wikimedia Commons har flere filer relateret til Søften Kirke